# UFC Fight Night: de Randamie vs. Ladd
UFC Fight Night: de Randamie vs. Ladd（ユーエフシー・ファイトナイト：デ・ランダミー・バーサス・ラッド、別名UFC Fight Night 155、UFC on ESPN+ 13）は、アメリカ合衆国の総合格闘技団体「UFC」の大会の一つ。2019年7月13日、カリフォルニア州サクラメントのゴールデン1センターで開催された。

## 大会概要
本大会ではジャーメイン・デ・ランダミーとアスペン・ラッドの女子バンタム級戦が組まれた。

## 試合結果

### プレリミナリーカード
第1試合 バンタム級 5分3R
○  ベニート・ロペス vs.  ヴィンス・モラレス ×
3R終了 判定3-0（29-28、29-28、29-28）
第2試合 女子ストロー級 5分3R
○  ブリアナ・バン・ビューレン vs.  リヴィア・ヘナタ・ソウザ ×
3R終了 判定3-0（30-27、30-27、30-27）
第3試合 バンタム級 5分3R
○  ジョナサン・マルチネス vs.  リュウ・ピンユエン ×
3R 3:54 KO（左膝蹴り）
第4試合 フェザー級 5分3R
○  ライアン・ホール vs.  ダレン・エルキンス ×
3R終了 判定3-0（29-28、29-28、30-27）
第5試合 女子バンタム級 5分3R
○  ジュリアナ・ペーニャ vs.  ニコ・モンターニョ ×
3R終了 判定3-0（29-28、29-28、29-27）
第6試合 フェザー級 5分3R
○  アンドレ・フィリ vs.  シェイモン・モラエス ×
1R 3:07 KO（右フック→パウンド）
第7試合 ライトヘビー級 5分3R
○  ジョン・アラン vs.  マイク・ロドリゲス ×
3R終了 判定3-0（29-28、29-28、30-27）

### メインカード
第8試合 ミドル級 5分3R
○  マーヴィン・ヴェットーリ vs.  セザール・フェレイラ ×
3R終了 判定3-0（30-27、30-27、30-27）
第9試合 ミドル級 5分3R
○  カール・ロバーソン vs.  ウェリントン・ターマン ×
3R終了 判定2-1（28–29、29-28、29-28）
第10試合 フェザー級 5分3R
○  ジョシュ・エメット vs.  ミアサド・ベクティック ×
1R 4:25 TKO（パウンド）
第11試合 バンタム級 5分3R
○  ユライア・フェイバー vs.  リッキー・シモン ×
1R 0:46 TKO（右フック→パウンド）
第12試合 女子バンタム級 5分5R
○  ジャーメイン・デ・ランダミー vs.  アスペン・ラッド ×
1R 0:16 TKO（右ストレート）

### 各賞
ファイト・オブ・ザ・ナイト： 該当なし
パフォーマンス・オブ・ザ・ナイト： ユライア・フェイバー、ジョシュ・エメット、アンドレ・フィリ、ジョナサン・マルチネス
各選手にはボーナスとして5万ドルが授与された。

### カード変更
負傷などによるカードの変更は以下の通り。